# 阿久津正夫
阿久津 正夫（あくつ まさお、1953年10月28日 -）は、日本のオートレース選手。埼玉県出身。13期、元船橋オートレース場所属、2016年4月より川口オートレース場所属。

## 選手データ
- 選手登録 1975年3月24日
- 身長　156.6cm
- 体重　50.0kg
- 血液型　A型
- 趣味　ラジコン

## 略歴
- 1992年　
  - 飯塚　秋のスピード王決定戦 優勝

- 1993年　
  - 船橋　オート発祥記念船橋オート祭 優勝

- 1994年
  - 船橋　日刊スポーツ・さざんか杯 優勝

- 1996年
  - この年の後期ランキングで船橋地区のA級1位にランクされる。[1]

## スタート日本一
阿久津の最大の武器と言えば、当時日本一と言われたスタート力であろう。
1990年代中盤の全盛期には船橋オート選手の中でも島田信廣、片平巧、岩田行雄と並び、船橋四天王の一人として活躍した。
ハンデ戦ではそのスタート力を生かした走りと快速スタート。
全レース0Mオープン戦のレースでも持ち前のスタート力を武器に序盤から先行して優勝争いを演じることも多く、第9回～第11回スーパースター王座決定戦で3年連続3着という戦績を残している